# Стів Пенні
Стів Пенні (англ. Steve Penney, нар. 16 січня 1964, Беллімена) — північноірландський футболіст, півзахисник.
Насамперед відомий виступами за клуб «Брайтон енд Гоув», а також національну збірну Північної Ірландії.

## Клубна кар'єра
У дорослому футболі дебютував 1981 року виступами за команду клубу «Беллімена Юнайтед». 
Своєю грою за цю команду привернув увагу представників тренерського штабу клубу «Брайтон енд Гоув», до складу якого приєднався 1983 року. Відіграв за клуб з Брайтона наступні вісім сезонів своєї ігрової кар'єри.
Протягом 1991—1992 років захищав кольори команди шотландського «Хартс».
Завершив професійну ігрову кар'єру у клубі «Бернлі», за команду якого виступав протягом 1992—1993 років.

## Виступи за збірну
У 1984 році дебютував в офіційних матчах у складі національної збірної Північної Ірландії. Протягом кар'єри у національній команді, яка тривала 5 років, провів у формі головної команди країни 17 матчів, забивши 2 голи.
У складі збірної був учасником чемпіонату світу 1986 року у Мексиці.